# Phil Monckton
Phil Monckton, né le 8 avril 1952 à Saint-Boniface (Manitoba), est un rameur d'aviron canadien. 

## Carrière
Phil Monckton participe aux Jeux olympiques de 1984 à Los Angeles et remporte la médaille de bronze avec le quatre de couple canadien composé de Mike Hughes, Doug Hamilton et Bruce Ford.